# Nederlands Ereveld Orry-la-Ville

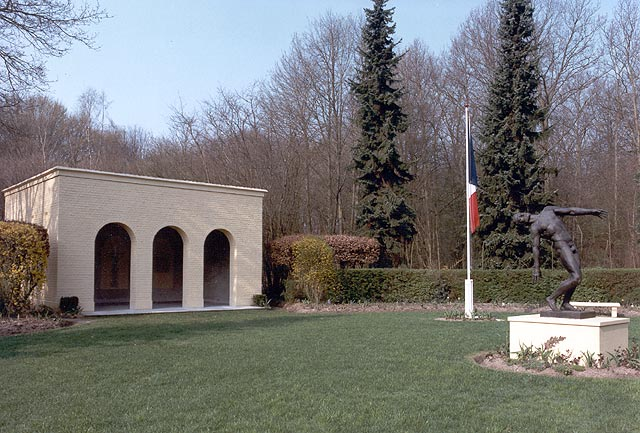
Nederlands Ereveld Orry-la-Ville

Het Nederlands Ereveld Orry-la-Ville is een ereveld in Frankrijk.
Het ereveld is aangelegd door de Oorlogsgravenstichting in samenwerking met de Franse autoriteiten. De inwijding vond plaats op 3 mei 1958. Het is de centrale begraafplaats voor Nederlandse slachtoffers die tijdens de Tweede Wereldoorlog omkwamen in Frankrijk. Op ereveld Orry-la-Ville net boven Parijs bevinden zich 114 graven van Nederlandse militairen. 
Op het ereveld bevinden zich ook drie gedenkplaten met de namen van nog eens 108 Nederlandse slachtoffers. Op twee platen staan de namen van de soldaten die omkwamen bij de torpedering van het SS Pavon bij Duinkerken op 20 mei 1940. Op de andere gedenkplaat staan de namen van leden van de verzetsbeweging Union Patriotique Néerlandaise. Bij de ingang van het ereveld staat een tweetalig bord, met in het Nederlands en Frans achtergrondinformatie over de mensen die er begraven liggen.
Het ereveld ligt nabij Pontarmé aan de D1017.